# Ксеросициос
Ксеросициос (лат. Xerosicyos) — род растений семейства Тыквенные (Cucurbitaceae), эндемичный для Мадагаскара.

## Название
Род Xerosicyos получил свое название из греческих слов xeros, — «сухой», и sicyos, — «огурец». Это обусловлено тем, что растения этого рода принадлежат к семейству огурцов и кабачков (Тыквенные (Cucurbitaceae)).

## Описание
Ксеросициос — род вьющихся растений, характеризующихся суккулентными листьями, которые служат запасным источником влаги. Кроме того, у представителей этого рода есть каудекс — специальное утолщение в нижней части ствола, которое также способствует сохранению влаги. Эти уникальные лианы становятся все более популярными в комнатном цветоводстве, однако на данный момент они в основном доступны только коллекционерам, их сложно найти в обычных садовых центрах.

## Таксономия
Xerosicyos Humbert, первое упоминание в Compt. Rend. Hebd. Séances Acad. Sci. 208: 220 (1939).

### Синонимы
Гетеротипные (основанные на разных номенклатурных типах):
- Zygosicyos Humbert (1945)

### Виды
Подтвержденные виды по данным сайта Plants of the World Online на 2023 год:
- Xerosicyos danguyi Humbert — Ксеросициос Дангви
- Xerosicyos decaryi Guillaumin & Keraudren — Ксеросициос Декари
- Xerosicyos hirtellus (Humbert) H.Schaef. & S.S.Renner
- Xerosicyos perrieri Humbert
- Xerosicyos pubescens Keraudren
- Xerosicyos tripartitus (Humbert) H.Schaef. & S.S.Renner

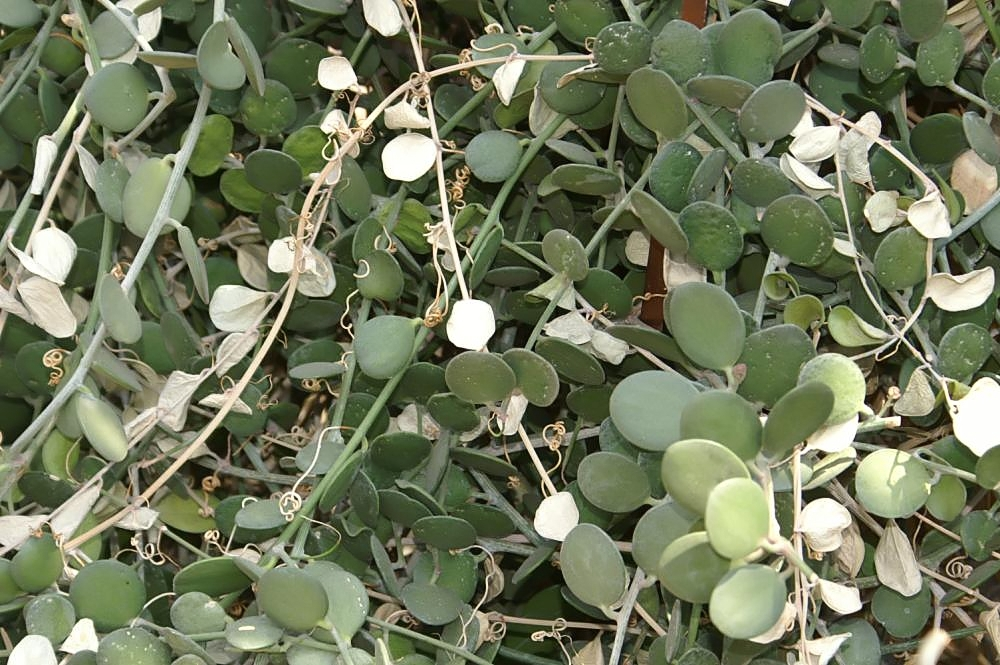
Xerosicyos danguyi
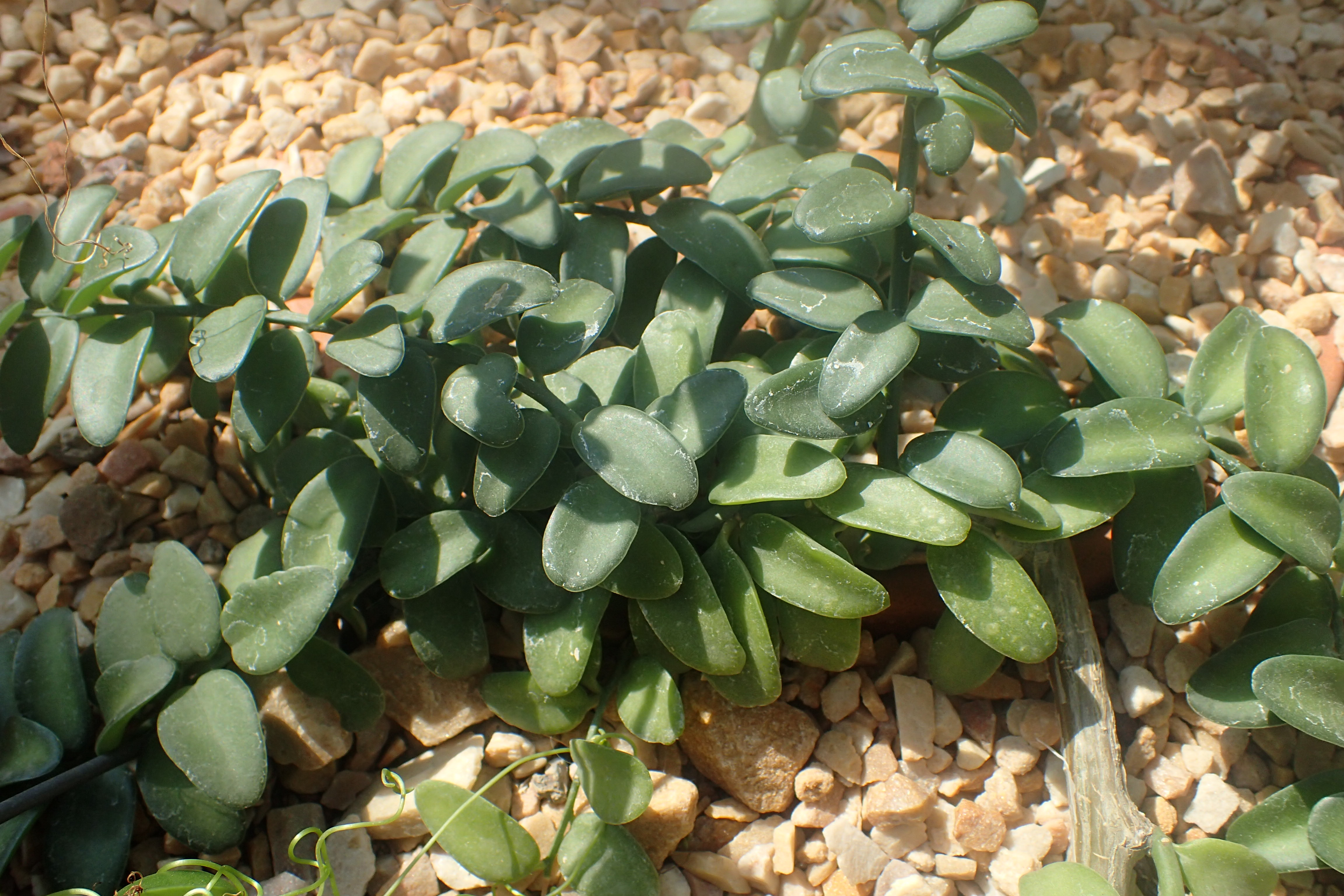
Xerosicyos perrieri
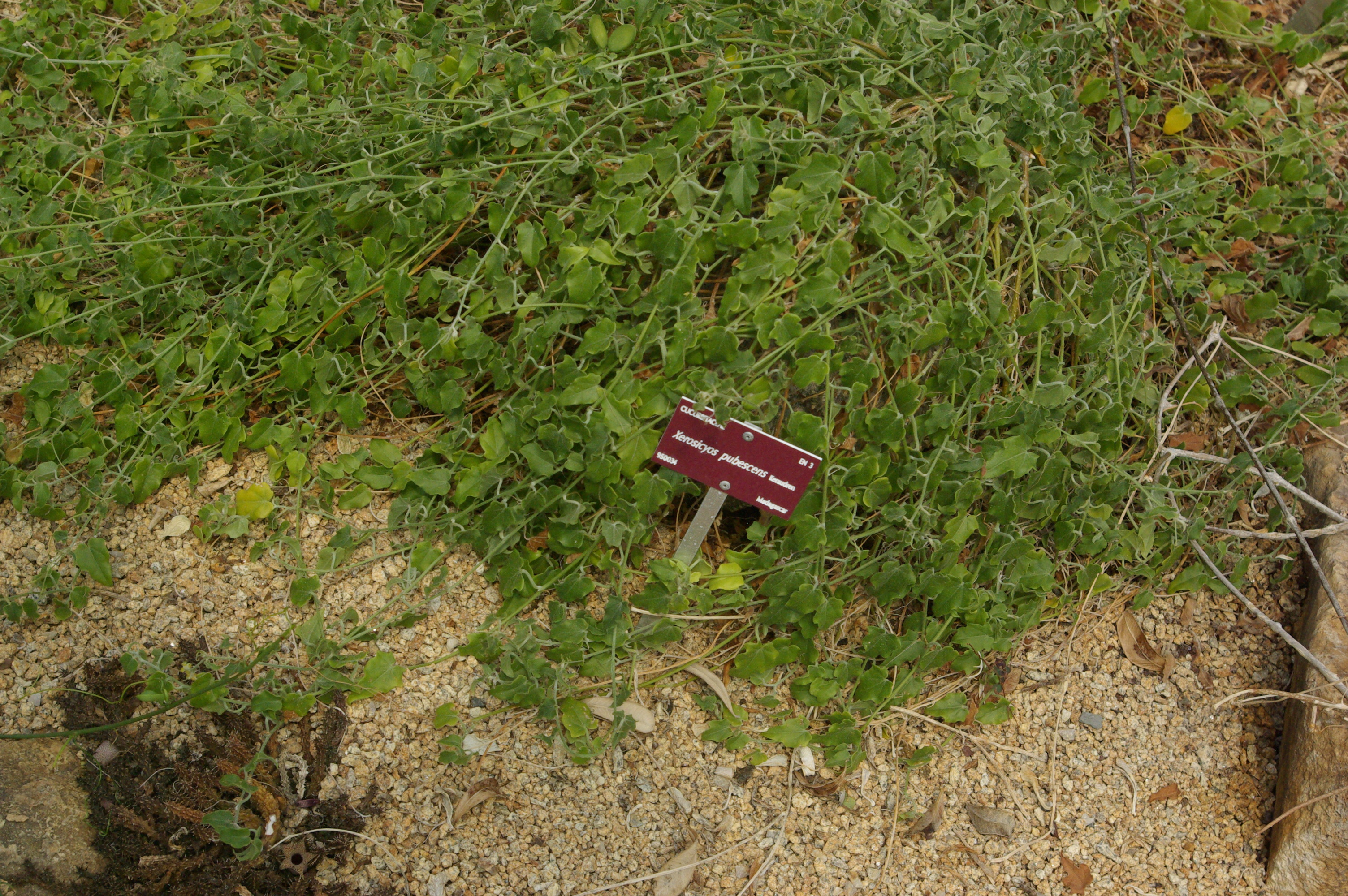
Xerosicyos pubescens